# Arachnothryx hondurensis
Arachnothryx hondurensis är en måreväxtart som först beskrevs av John Donnell Smith, och fick sitt nu gällande namn av David H. Lorence. Arachnothryx hondurensis ingår i släktet Arachnothryx och familjen måreväxter. Inga underarter finns listade i Catalogue of Life.